# ماجراجویی

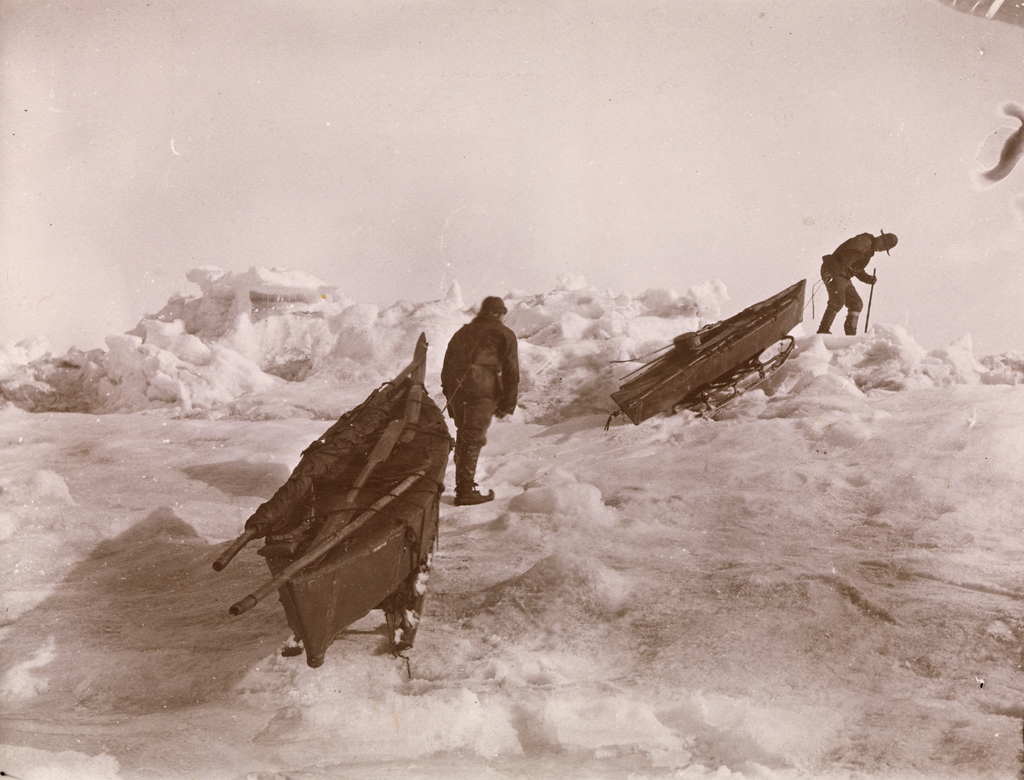
فریتیوف نانسن طی در سال‌های ۱۸۹۳ تا ۱۸۹۶ پس از کسب رکورد رسیدن به عرض جغرافیایی قطبی شهرت بین‌المللی کسب کرد.

ماجراجویی تجربه‌ای مهیج و غیرمعمول است. ممکن است یک مسئولیت دلاورانه معمولاً خطرپذیر و ریسکی با یک نتیجه تضمین‌نشده باشد. ماجراجویی‌ها ممکن است فعالیت‌هایی با برخی پتانسیل‌های خطرات فیزیکی باشند همچون جهانگردی، چتربازی، کوهنوردی، رودگردی یا شرکت در ورزش‌های مخاطره‌آمیز. همچنین این اصطلاح به‌طور گسترده برای اشاره به هرگونه امر جسورانه که به صورت بالقوه با خطر فیزیکی، مالی یا روانشناختی همراه باشد استفاده می‌شود همچون یک تجارت مخاطره‌آمیز، یک رابطۀ عاشقانه، یا دیگر مسئولیت‌های بزرگ در زندگی.

## انگیزه

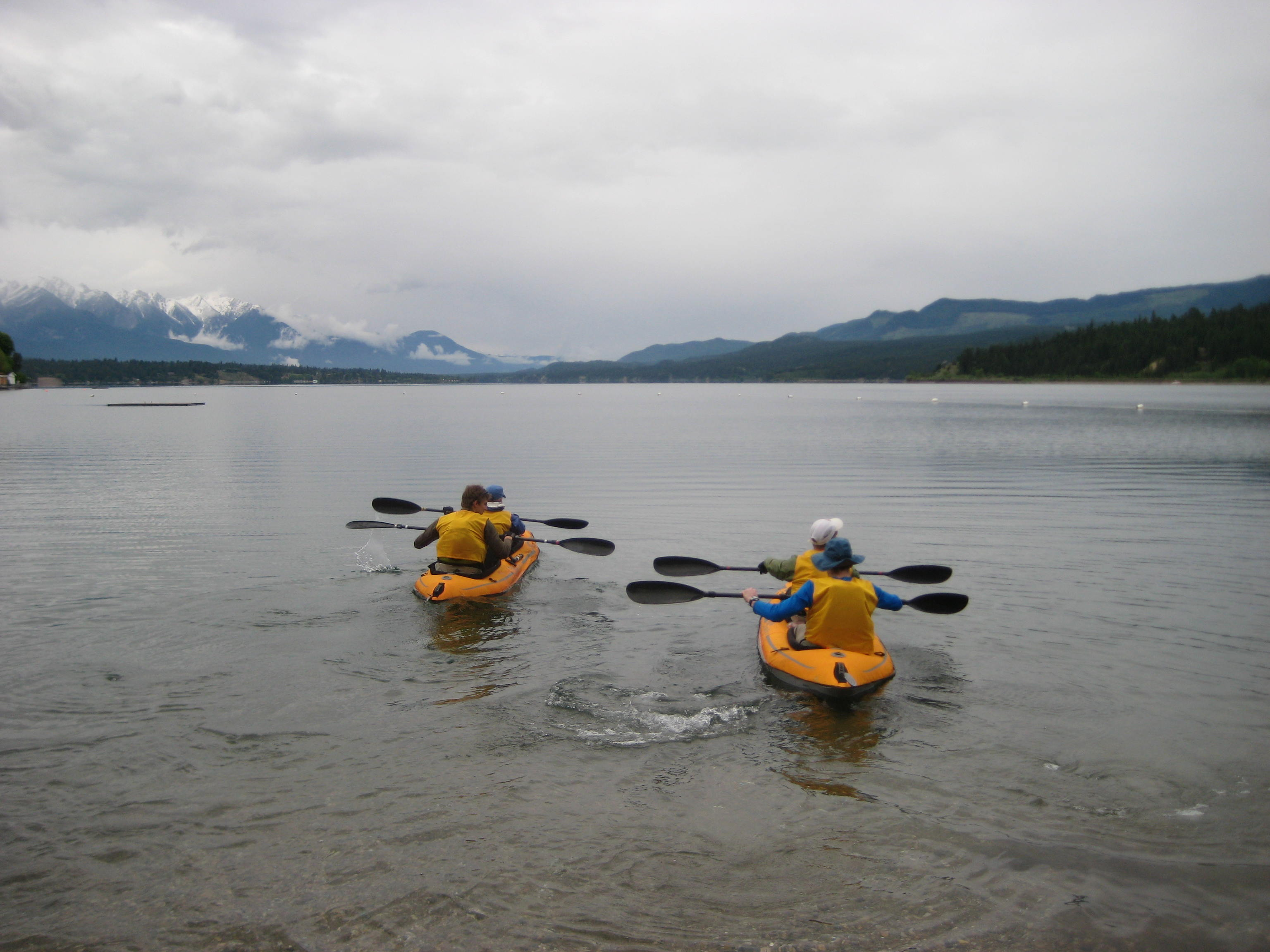
از

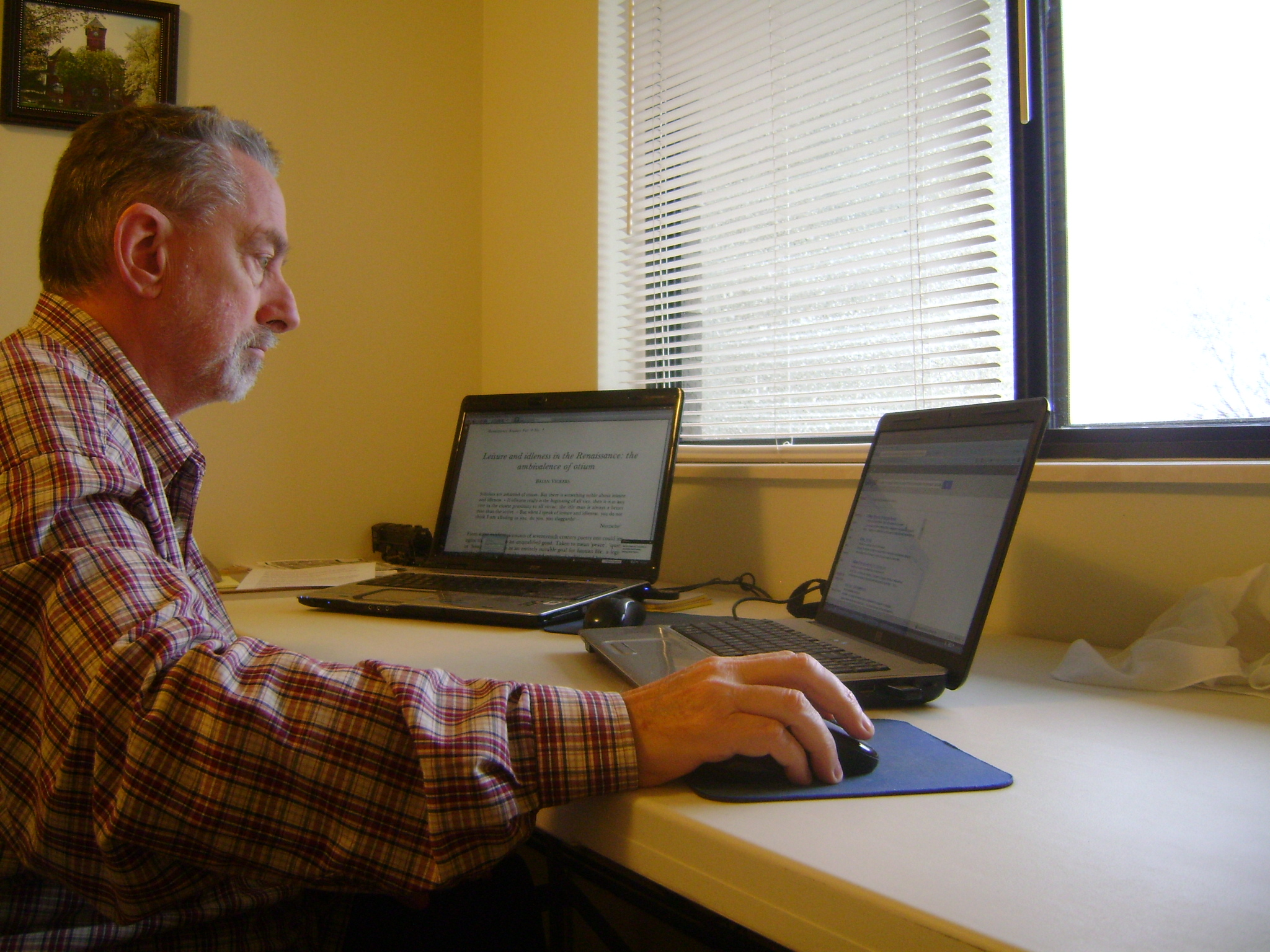
نوشتن مقالات ویکی‌پدیا به عنوان تفریح و ماجراجویی

تجربه‌های ماجراجویانه انگیختگی ایجاد می‌کنند، که ممکن است به عنوان عامل منفی ترس یا عامل مثبت تچان یا جریان روان متمرکز تفسیر شود و آن‌طور که قانون یرکس دادسن می‌گوید می‌تواند آسیب‌رسان و دردناک باشد. برای برخی از مردم، ماجراجویی تبدیل به یک تعقیب و گریز بزرگ درون خود و از خود می‌شود. مطابق ماجراجویی آندره مالرو، در کتابش چگونگی زندگی آدمی (۱۹۳۳) می‌گوید:
اگر یک مرد آماده خطر کردن بر سر زندگی‌اش نباشد، جایگاه محترمش کجاست؟
به‌طور مشابه هلن کلر می‌گوید که:
زندگی یا یک ماجراجویی جسورانه است یا هیچ نیست.
فعالیت‌های ماجراجویانه در فضای آزاد به‌طور کلی با اهداف هیجان یا تفریح هستند مانند مسابقات یا سفرهای ماجراجویانه. همچنین فعالیت‌های ماجراجویانه می‌توانند باعث کسب معلومات شوند همچون کسانی که به جهانگردی می‌پردازند یا پیش‌قدم می‌شوند، برای مثال جیسون لوئیس از ماجراجویی برای کشیدن درس‌های پایایی از محدودیت‌های زندگی کردن درون محیط بسته به اردوهایی برای دانش‌آموزان استفاده می‌کند. آموزش ماجراجویی عمداً از تجربیات چالش‌برانگیز برای یادگیری استفاده می‌کند.

## ماجراجویی در افسانه‌شناسی

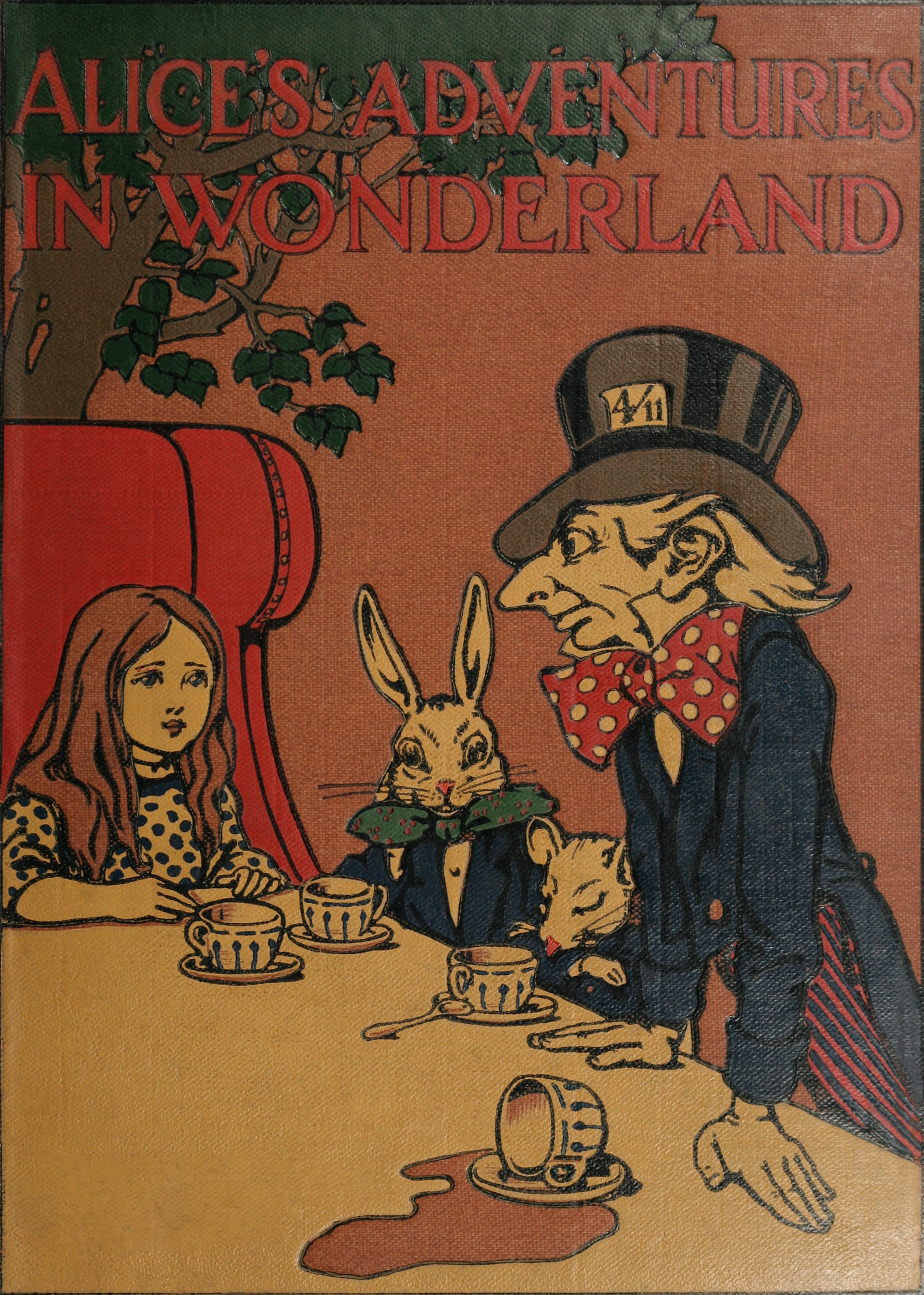
آلیس در سرزمین عجایب اثر لوئیس کارول نمونه‌ای مشهور از یک داستان ماجراجویانه تخیلی ست.

برخی از قدیمی‌ترین و شایع‌ترین داستان‌ها در دنیا، داستان‌های ماجراجویانه‌ای همچون داستان ادیسه از هومر می‌باشند. افسانه‌شناس جوزف کمبل دربارهٔ ایده خود از سفر قهرمان در کتابش با نام آن قهرمان با یک‌هزار چهره(۱۹۴۹) این نظریه را شرح می‌دهد که داستان‌های حماسی افسانه‌ای از فرهنگ تا فرهنگ تنها یک الگوی اساسی را دنبال می‌کنند، آغازی با «ندای ماجراجویی» و ادامه یافته با یک سفر خطرناک و نهایتاً پیروزی.
شوالیه سرگردان فرمی از شخصیت «ماجراجوی جستجوگر» در اواخر قرون وسطی بود.
داستان ماجراجویی (Adventure novel) ویژگی‌های «شخصیت اصلی یک سفر ماجراجویانه» را مانند بسیاری از فیلم‌های محبوب ماجراجویانه، همچون جنگ ستارگان و مهاجمان صندوق گمشده به تصویر می‌کشد.

## سرمایه‌گذاری ماجراجویانه
سرمایه‌گذاری خطرپذیر (به انگلیسی: Venture Capital) عبارت است از تأمین سرمایه لازم برای شرکت‌ها و کسب‌وکارهای نوپا (استارت آپ) و کارآفرین که مستعد جهش و رشد ارزش و البته ریسک فراوانی است.

### سرمایه دار ماجراجو
کلمهٔ Venture (اقدام به کار مخاطره‌آمیز) شکل کوتاه شدهٔ Adventure (ماجراجویی) می‌باشد.
یک تجارت مخاطره‌آمیز (business venture)، پروژه‌ای تجاری است که ریسک بزرگی را متحمل می‌شود.